# Alexandros Othoneos

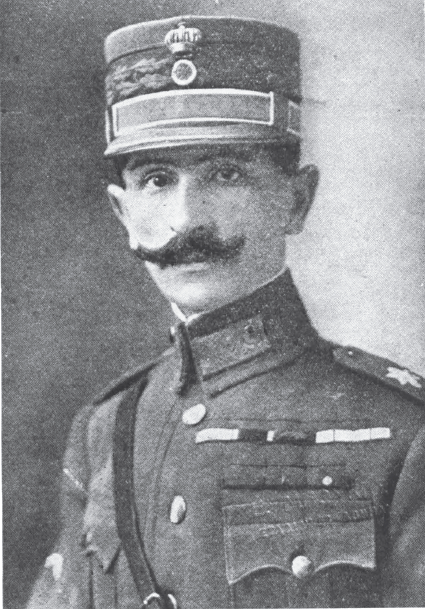
Othoneos Anfang der 1920er Jahre

Alexandros Othoneos (griechisch Ἀλέξανδρος Ὀθωναίος, * 1879 in Gythio; † 20. September 1970 in Athen) war ein griechischer General, Politiker und ehemaliger Ministerpräsident.
Nach der Beendigung der Schulausbildung schlug er eine militärische Laufbahn ein und nahm als Hauptmann am Makedonienkrieg teil. Später war er als Offizier auch während der Balkankriege 1912 bis 1913 im Einsatz. Während des Ersten Weltkrieges war er Kommandeur des 7. Kretischen Regimentes an der makedonischen Front und stieg später zum Oberst und Kommandeur einer Division auf.
Als glühender Anhänger der Liberalen Partei (KF) von Eleftherios Venizelos schied er nach den Wahlen zur Nationalversammlung (Voulí ton Ellínon) vom November 1920 nach der Niederlage der KF aus dem aktiven Militärdienst aus. Er wurde jedoch bald darauf während des Griechisch-Türkischen Krieges wieder in den aktiven Dienst zurück berufen. Nach der Niederlage Griechenlands war er 1922 Vorsitzender des Sondergerichts, das die Hauptverantwortlichen für die Niederlage, wie die Ministerpräsident Dimitrios Gounaris, Petros Protopapadakis, Nikolaos Stratos und mehrere hohe Generale, wegen Hochverrats zum Tode verurteilte.
Anschließend wurde er 1923 zum Generalleutnant und Kommandierenden General des I. und II. Armeekorps befördert. Dieses Amt verlor er jedoch 1925 nach dem Putsch des Generals Theodoros Pangalos. Nach dessen Sturz 1928 wurde er erneut reaktiviert und zum Inspekteur der Armee ernannt.
Vom 6. bis zum 10. März 1933 war er kurzzeitig Ministerpräsident einer Übergangsregierung. Während seiner Amtszeit war er zugleich Kriegsminister. Zwei Jahre später schied er erneut aus dem Militärdienst aus, nach dem die Gegner der Liberalen Partei die Parlamentsmehrheit erhielt und daraufhin die Rückkehr zur Monarchie erfolgte.
Im Zweiten Weltkrieg wurde er 1944 bis 1945 nach der Besetzung Griechenland durch die deutsche Wehrmacht erneut in den aktiven Militärdienst zurückberufen.
In der Nachkriegszeit war er zeitweise Vorsitzender der Pan-Hellenischen Föderation der Demokratischen Gemeinschaften.